# Struer
Struer – miasto w Danii, siedziba gminy Struer. 11 319 mieszkańców (2004). Ośrodek przemysłowy.

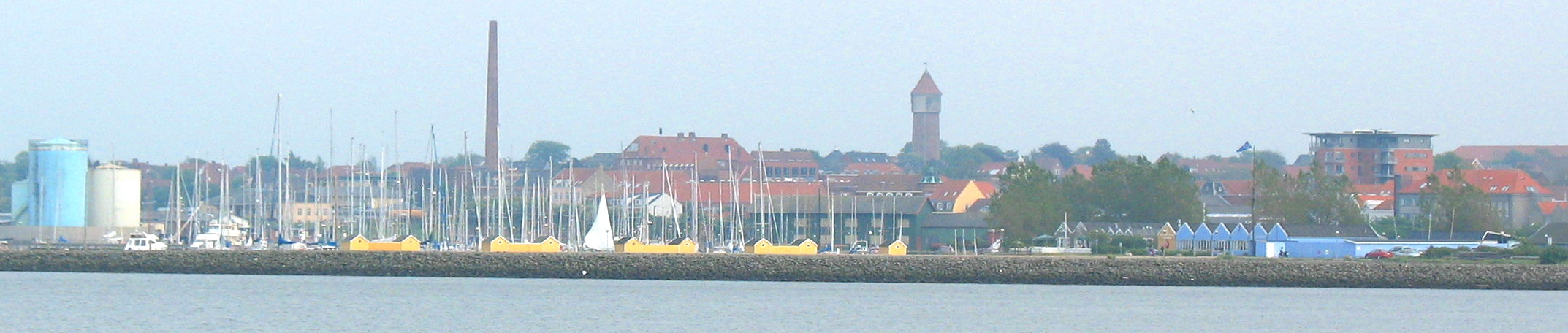
Panorama Struer

## Współpraca
- Forssa, Finlandia
- Sarpsborg, Norwegia
- Spydeberg, Norwegia
- Södertälje, Szwecja